# Jelcz 640
Le Jelcz 640 est un camion lourd de type 6x4, produit par le constructeur polonais Jelcz à partir de 1977. Ce véhicule sera principalement utilisé comme camion porteur dans les entreprises de construction, benne basculante et bétonnière. 
Le projet a été  développé en collaboration avec le constructeur autrichien Steyr en utilisant le châssis et l'essieu avant du Steyr 1490 dont la licence de fabrication a été cédée à Jelcz. La cabine et le moteur sont polonais. La fabrication des composants Steyr n'a jamais été lancée en Pologne. Le pont arrière, initialement importé directement d'Autriche, sera ensuite remplacé par le pont de l'autobus PR110 fabriqué par Jelcz en Pologne.
Le Jelcz 640 est le dernier camion civil du constructeur polonais JELCZ implanté à Jelcz-Laskowice. À partir de 2012, le constructeur a été racheté par le groupe d'État Polska Grupa Zbrojeniowa et ne fabrique que des véhicules militaires.

## La version militaire Jelcz 622

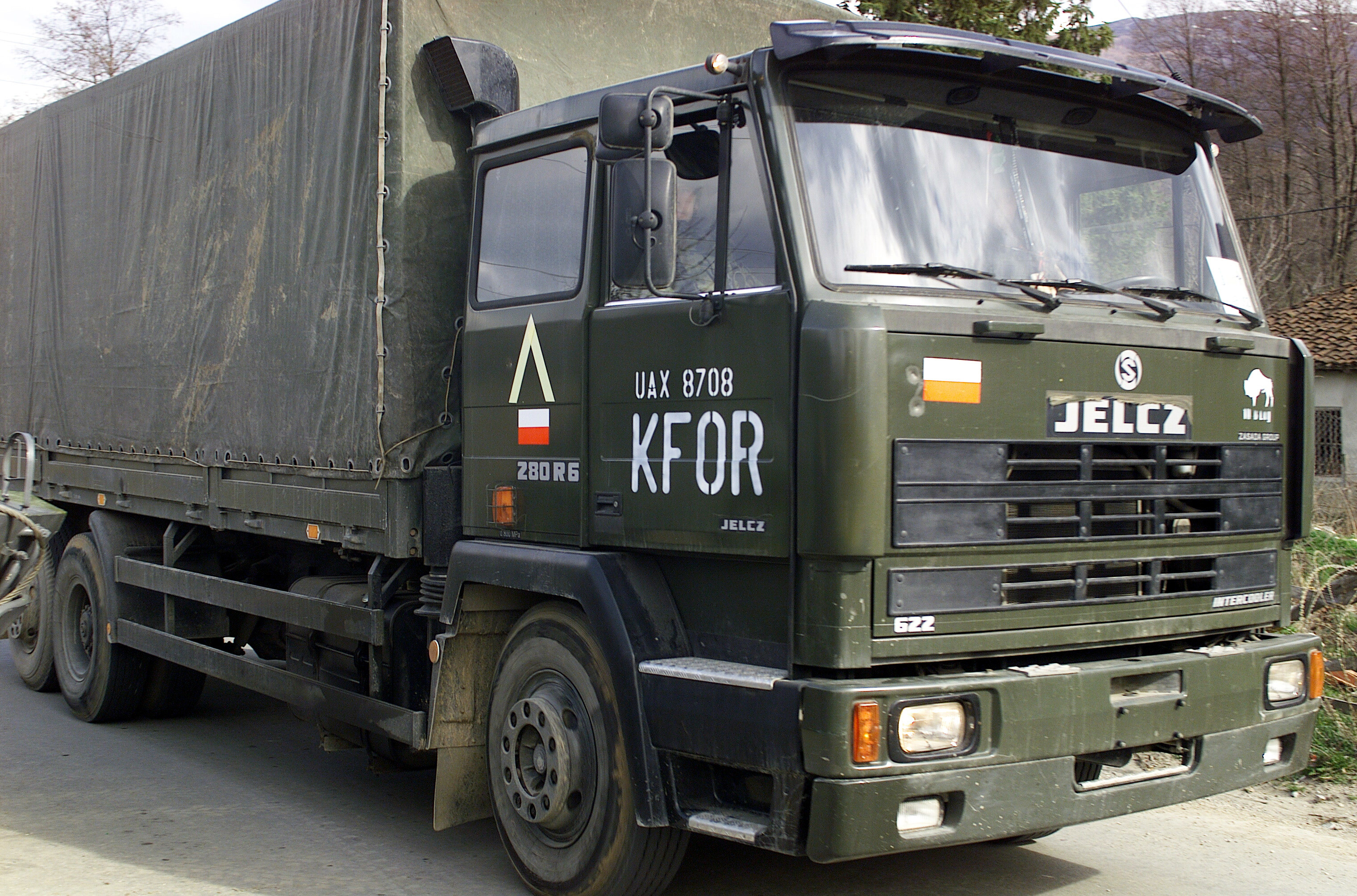
Jelcz 622 de l'armée polonaise

Comme pour quasiment tous les modèles, le constructeur a développé une version pour l'armée, le Jelcz 622.